# San Basilio (ort i Argentina)
San Basilio är en ort i Argentina.   Den ligger i provinsen Córdoba, i den centrala delen av landet, 600 km väster om huvudstaden Buenos Aires. San Basilio ligger 303 meter över havet och antalet invånare är 2 882.
Terrängen runt San Basilio är platt. Runt San Basilio är det glesbefolkat, med 13 invånare per kvadratkilometer.. Det finns inga andra samhällen i närheten.
Trakten runt San Basilio består till största delen av jordbruksmark.